# Сьєрра-Бланка (Техас)
Сьєрра-Бланка (англ. Sierra Blanca) — переписна місцевість (CDP) в США, в окрузі Гадспет штату Техас. Населення — 315 осіб (2020).

## Географія
Сьєрра-Бланка розташована за координатами 31°11′1″ пн. ш. 105°20′22″ зх. д. / 31.18361° пн. ш. 105.33944° зх. д. (31.183547, -105.339530).  За даними Бюро перепису населення США в 2010 році переписна місцевість мала площу 12,39 км², з яких 12,32 км² — суходіл та 0,06 км² — водойми.

### Клімат
Містечко знаходиться у зоні, котра характеризується кліматом тропічних пустель. Найтепліший місяць — липень із середньою температурою 25.6 °C (78 °F). Найхолодніший місяць — січень, із середньою температурою 5.8 °С (42.5 °F).
| Клімат Сьєрра-Бланки    | Клімат Сьєрра-Бланки | Клімат Сьєрра-Бланки | Клімат Сьєрра-Бланки | Клімат Сьєрра-Бланки | Клімат Сьєрра-Бланки | Клімат Сьєрра-Бланки | Клімат Сьєрра-Бланки | Клімат Сьєрра-Бланки | Клімат Сьєрра-Бланки | Клімат Сьєрра-Бланки | Клімат Сьєрра-Бланки | Клімат Сьєрра-Бланки | Клімат Сьєрра-Бланки |
| Показник                | Січ.                 | Лют.                 | Бер.                 | Квіт.                | Трав.                | Черв.                | Лип.                 | Серп.                | Вер.                 | Жовт.                | Лист.                | Груд.                | Рік                  |
| Абсолютний максимум, °C | 25                   | 31,7                 | 35,6                 | 35,6                 | 38,9                 | 42,8                 | 42,2                 | 38,9                 | 37,2                 | 34,4                 | 31,7                 | 31,1                 | 42,8                 |
| Середній максимум, °C   | 14,4                 | 17,2                 | 21,2                 | 25,9                 | 30,2                 | 34                   | 33,5                 | 32,2                 | 29,6                 | 25,2                 | 19,6                 | 15,1                 | 24,8                 |
| Середня температура, °C | 5,8                  | 8                    | 11,6                 | 16                   | 20,8                 | 24,9                 | 25,6                 | 24,4                 | 21,4                 | 16,2                 | 10,4                 | 6,5                  | 16                   |
| Середній мінімум, °C    | −2,8                 | −1,1                 | 2                    | 6,2                  | 11,3                 | 15,9                 | 17,6                 | 16,7                 | 13,4                 | 7,1                  | 1,3                  | −2,2                 | 7,1                  |
| Абсолютний мінімум, °C  | −17,8                | −23,3                | −14,4                | −7,2                 | −3,3                 | 4,4                  | 10                   | 9,4                  | 1,7                  | −7,2                 | −13,9                | −17,2                | −23,3                |
| Норма опадів, мм        | 10                   | 9                    | 7                    | 7                    | 10                   | 29                   | 50                   | 55                   | 54                   | 29                   | 11                   | 15                   | 286                  |
| Днів з опадами          | 3                    | 2                    | 2                    | 1                    | 2                    | 4                    | 7                    | 8                    | 6                    | 4                    | 2                    | 3                    | 44                   |
| ----------------------- | -------------------- | -------------------- | -------------------- | -------------------- | -------------------- | -------------------- | -------------------- | -------------------- | -------------------- | -------------------- | -------------------- | -------------------- | -------------------- |
| Джерело: Weatherbase    |                      |                      |                      |                      |                      |                      |                      |                      |                      |                      |                      |                      |                      |

## Демографія
Згідно з переписом 2010 року, у переписній місцевості мешкали 553 особи в 172 домогосподарствах у складі 113 родин. Густота населення становила 45 осіб/км².  Було 222 помешкання (18/км²).
Расовий склад населення:
| - 83,9 % — білих - 3,4 % — корінних американців - 3,3 % — чорних або афроамериканців - 1,4 % — азіатів - 5,6 % — осіб інших рас |

До двох чи більше рас належало 2,4 %. Частка іспаномовних становила 73,1 % від усіх жителів.
За віковим діапазоном населення розподілялося таким чином: 27,5 % — особи молодші 18 років, 59,7 % — особи у віці 18—64 років, 12,8 % — особи у віці 65 років та старші. Медіана віку мешканця становила 34,1 року. На 100 осіб жіночої статі у переписній місцевості припадало 111,1 чоловіків;  на 100 жінок у віці від 18 років та старших — 133,1 чоловіків також старших 18 років.
За межею бідності перебувало 28,5 % осіб, у тому числі 34,7 % дітей у віці до 18 років та 28,6 % осіб у віці 65 років та старших.
Цивільне працевлаштоване населення становило 192 особи. Основні галузі зайнятості: публічна адміністрація — 51,0 %, освіта, охорона здоров'я та соціальна допомога — 14,1 %, мистецтво, розваги та відпочинок — 12,0 %.